# Cesare Mazza
Cesare Mazza (* 20. Juni 1889 in Verscio; † 19. Oktober 1953 in Bellinzona) war ein Schweizer Rechtsanwalt, Politiker, Tessiner Grossrat und Staatsrat.

## Leben
Cesare Mazza war Sohn des Pietro und dessen Ehefrau Aurora geborene Selma. Er heiratete 1916 Maria Olga Alliata, Tochter des Giulio, von Locarno. Er studierte Wirtschaft und Rechtswissenschaft. Zunächst war er Sekretär für Rechtsstreitigkeiten (Aufsichtsorgan des kantonalen Departements des Innern über die lokalen Behörden). Von 1917 bis 1918 war er Mitglied des Tessiner Grossrats für die Radikale Partei. Er wurde 1921 in den Staatsrat gewählt und blieb dort bis 1935 (Innen- und Militärdepartement), dem Jahr, in dem er als Kandidat der Radikalen Liberaldemokratischen Partei, die im Jahr zuvor (unter Mitwirkung von Mazza selbst) aus einer Spaltung der Radikalen Partei hervorgegangen war, nicht wiedergewählt wurde.
Die Linksliberalen vertrat er von 1935 bis 1940 im kantonalen Parlament, war gleichzeitig auch Stadtrat von Bellinzona und leitete von 1935 bis 1939 das Parteiblatt Avanguardia. Ab 1951 bis 1954 gehörte er erneut dem Grossrat an, diesmal für die vereinte Freisinnig-Demokratische Partei.